# Supraphon
Supraphon Music Publishing je češka nakladnička i diskografska kuća usavršena za izdavanje i popularizaciju klasične i zabavne glazbe, s naglaskom na češke i slovačke skladatelje. Sjedište kuće je u Pragu.

## Povijest
Ime Supraphon (izvorno se koristi za električni gramofon, tehničko čudo svog vremena), zapisano je i zaštićeno 1932. godine. U prvim godinama Drugoga svjetskoga rata ta je nakladnička kuća igrala važnu ulogu u proizvodnji čeških albuma i njihovu izvozu te imala značajnu ulogu u popularizaciji čehoslovačke klasične i zabavne glazbe s kraja 1940. Uz Panton Records i OPUS Records u Čehoslovačkoj je svojedobno bila jedan od tri najveća glazbena izdavača u državnom vlasništvu.

### Izvođači
- Dunja Vejzović
- Milan Munclinger
- Leoš Svárovský[3]
- Jakub Hrůša i Praška filharmonija[4][5]
- Karel Šejna[6]

## Vanjske poveznice
- Supraphon – službena stranica